# Wasiliszki (Litwa)
Wasiliszki (lit. Vosyliškės) – wieś na Litwie, w okręgu uciańskim, w rejonie ignalińskim, w starostwie Rymszany.

## Historia
W dwudziestoleciu międzywojennym ówczesny folwark leżał w Polsce, w województwie nowogródzkim (od 1926 w województwie wileńskim), w powiecie brasławskim, w gminie Dryświaty.
Według Powszechnego Spisu Ludności z 1921 roku zamieszkiwały tu 24 osoby, wszystkie były wyznania rzymskokatolickiego i zadeklarowały polską przynależność narodową. Były tu 3 budynki mieszkalne. W 1931 zamieszkiwało tu 10 osób w 1 budynku.
Miejscowość należała do parafii rzymskokatolickiej w Gajdach. Podlegała pod Sąd Grodzki w m. Turmont  i Okręgowy w Wilnie; właściwy urząd pocztowy mieścił się w m. Dryświatach.